# Robert Taylor (piłkarz)
Robert Thomas Taylor (ur. 21 października 1994 w Kuopio) – fiński piłkarz angielskiego pochodzenia występujący na pozycji pomocnika w amerykańskim klubie Inter Miami oraz w reprezentacji Finlandii. Wychowanek Lincoln City, w trakcie swojej kariery grał także w takich klubach, jak JJK, RoPS, AIK oraz Tromsø.